# 1 Pułk Strzelców Podhalańskich Armii Krajowej
1 Pułk Strzelców Podhalańskich AK (1 pspodh. AK) – jednostka sił zbrojnych Armii Krajowej utworzona na początku 1944 w ramach przygotowań do Akcji „Burza” w Okręgu Kraków w oparciu o struktury Wojska Polskiego sprzed 1939 roku.

## Historia Pułku

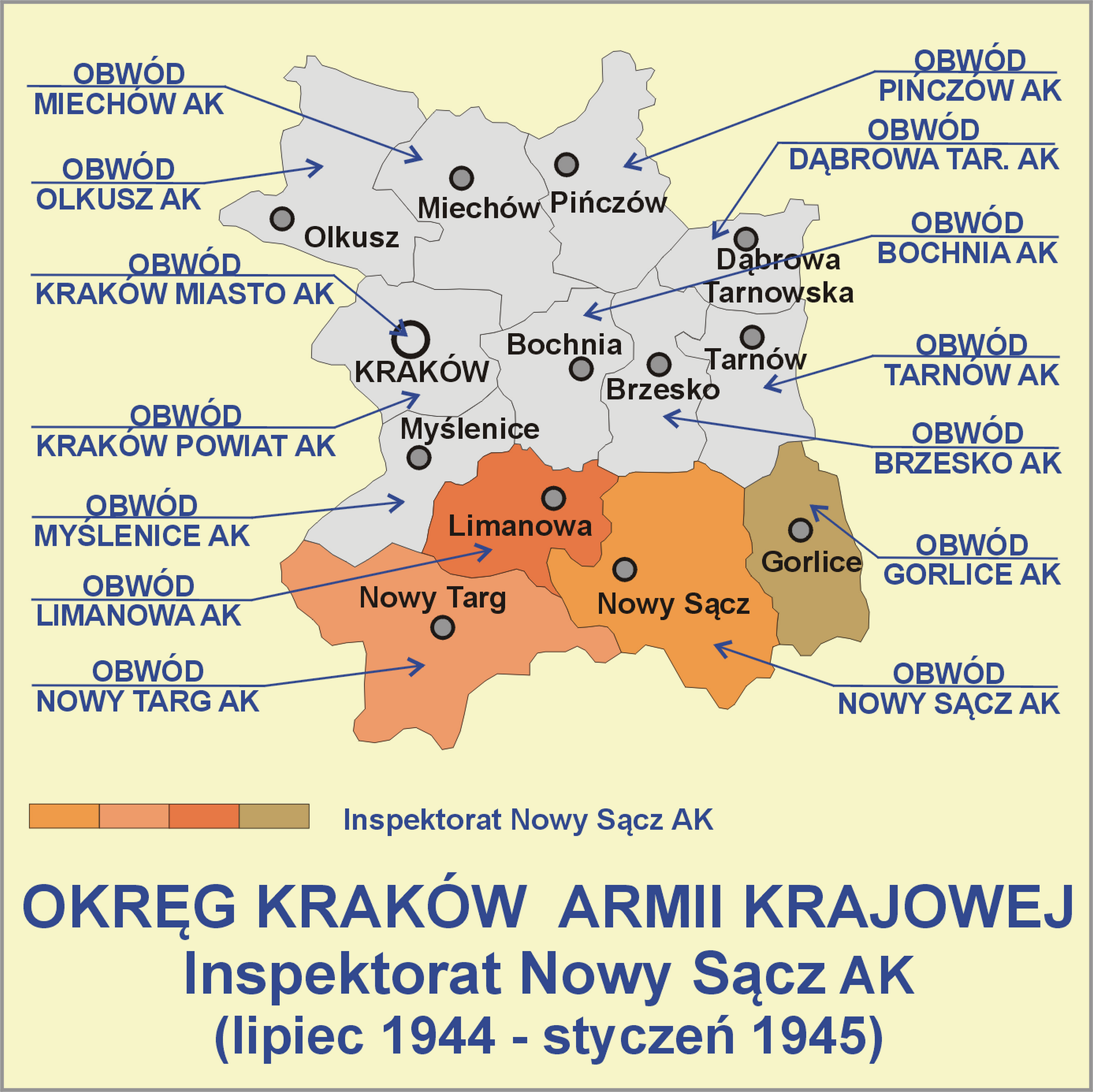
Rejon działań 1 psp AK

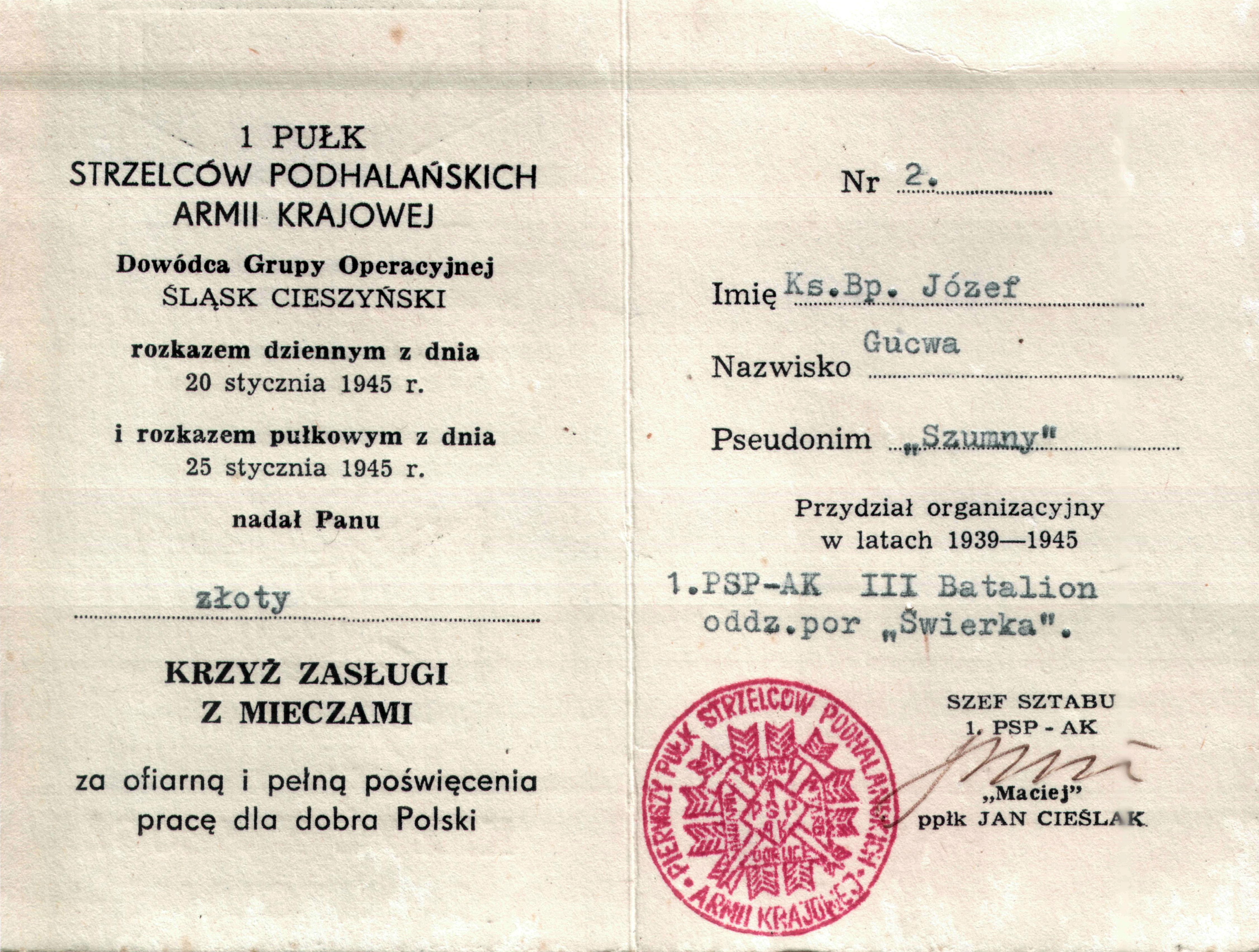
Krzyż Zasługi z Mieczami, poświadczenie partyzanta OP „Żbik” Józefa Gucwy ps. „Szumny”

W ramach przygotowań do Akcji „Burza” utworzony został w Inspektoracie Nowy Sącz, Okręgu Kraków Armii Krajowej 1 pułk strzelców podhalańskich. Pułk wchodził w skład 21 Dywizji Piechoty AK. Operacyjnie podlegał dowódcy Grupy Operacyjne „Śląsk Cieszyński”, gen. bryg. Bruno Olbrychtowi ps. „Olza” a organizacyjnie Komendzie Okręgu Kraków AK.
Zasięg działania 1 pspodh. AK obejmował teren Podhala i Gorców. W skład pułku, formowanego na wiosnę 1944 roku, weszły działające już na tym terenie oddziały partyzanckie AK. Cztery bataliony pułku działały w poszczególnych rejonach Inspektoratu Nowy Sącz.
W dniu 22 września 1944 roku na dowódcę pułku mianowany został mjr Adam Stabrawa ps. „Borowy”. Dzień ten przyjmuje się formalnie za datę powstania 1 pułku strzelców podhalańskich AK. Siedziba dowódcy pułku znajdowała się w okolicach masywu Mogielicy. Na początku września pułk został skoncentrowany w rejonie Turbacza w Gorcach, a 24 września 1944 r. złożył przysięgę podczas mszy świętej odprawianej przez ks. Jana Czuja.
Uzbrojenie pułku w październiku 1944 składało się z: 2 granatników PIAT, 9 ciężkich karabinów maszynowych, 37 ręcznych karabinów maszynowych, 85 pistoletów maszynowych, 188 pistoletów, 401 granatów, 568 karabinów.
Pułk walczył do stycznia 1945 r. z oddziałami niemieckimi. Zgodnie z rozkazem komendanta Krakowskiego Okręgu Armii Krajowej pułk został rozwiązany 19 stycznia, a jego oddziały zdemobilizowane.

## Skład Pułku
Na dzień 31 października 1944 r. pułk liczył 1 029 ludzi (47 oficerów, 45 podchorążych, 138 podoficerów, i 793 szeregowych). Skład osobowy pułku to:

### Dowództwo Pułku
- dowódca (do sierpnia 1944 r.) – ppłk kaw. Stanisław III Mirecki ps. „Pociej” (ciężko ranny ujęty przez Niemców zmarł szpitalu w Nowym Sączu 4 września 1944 r.);
- dowódca (od 22 września 1944 r.) – mjr Adam Stabrawa ps. „Borowy” (równocześnie dowódca Inspektoratu AK Nowy Sącz)
- zastępca dowódcy – rtm. Włodzimierz Budarkiewicz ps. „Podkowa”
- kwatermistrz – rtm. Michał Wojciechowski ps. „Profesor”
- adiutanci – por. Jan Cieślak ps. „Maciej” i por. Szymon Pyrć ps. „Jaskółka”
- oficer wywiadu – por. Stefan Jedliński ps. „Bartek”
- oficer materiałowy – Stanisław Ehrbar ps. „Marian”
- oficer żywnościowy – ppor. Józef Kromka ps. „Karaś”
- szef kancelarii – st. sierż. Wacław Kosecki ps. „Korab”
- lekarz pułkowy – dr Marian Mossler ps. „Leliwa”
- kapelan – ks. Jan Stelmach ps. „Urban”

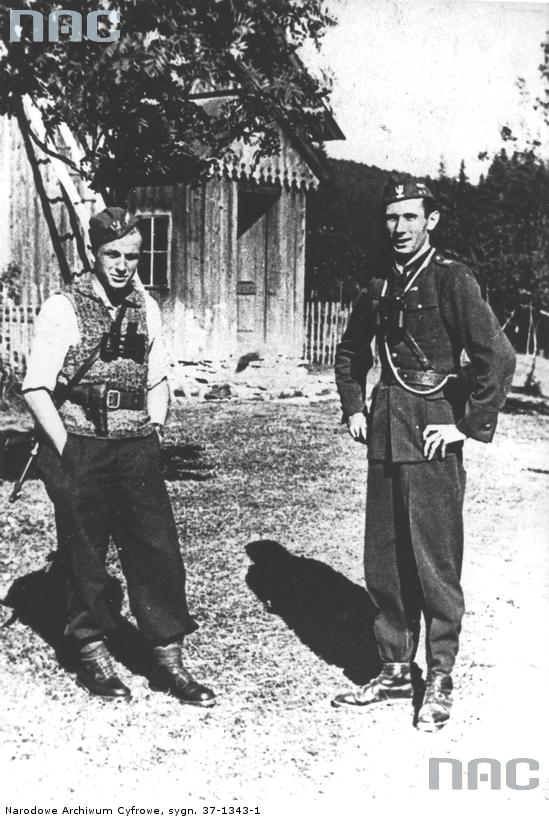
Jan Wojciech Lipczewski, dowódca I batalionu (po prawej) i Feliks Perekładowski (ze zbiorów NAC)

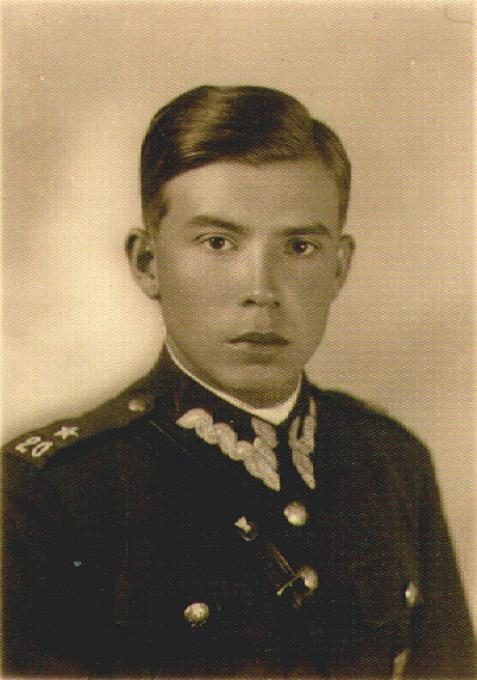
Julian Krzewicki, dowódca II batalionu

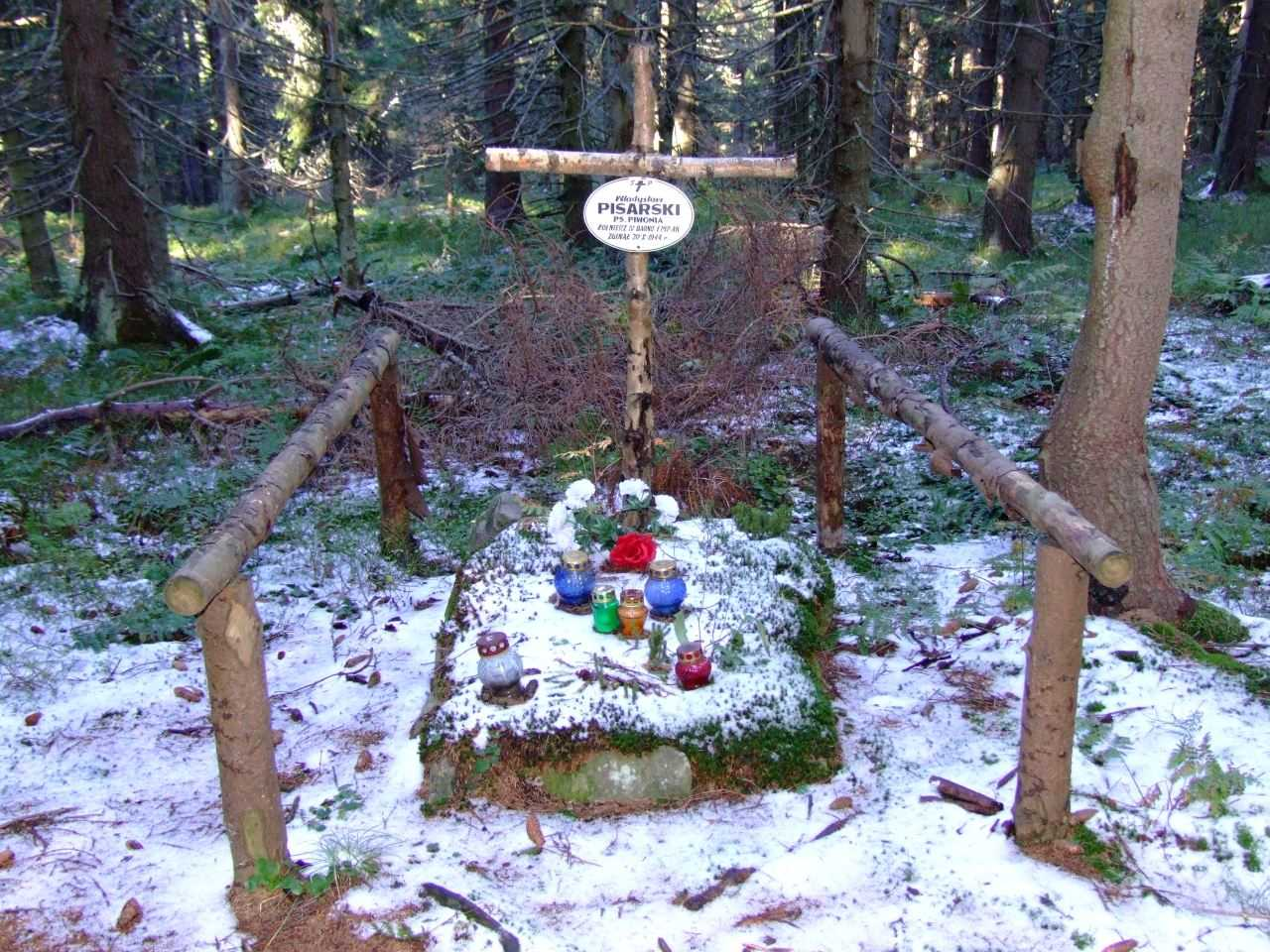
Mogiła Władysława Pisarskiego

### Oddział Ochrony Dowództwa
Oddział Ochrony Dowództwa wraz z pocztem dowódcy na koniec października 1944 liczył 20 ludzi, a pod koniec roku rozrósł się do 31osób.
- dowódca – plut. Pakuła Kazimierz ps. „Wilczek”
- zastępca dowódcy – plut. Dzioboń Stanisław ps. „Herkules”

### Komórka Odbioru ZrzutówPP
Komórka Odbioru Zrzutów o kryptonimie PP, nazywana potocznie przez żołnierzy „Pelikanami”, zajmowała się utrzymywaniem łączności z bazą we Włoszech oraz techniczną stroną przyjmowania zrzutów. W skład komórki PP wchodziło 2 oficerów, personel obsługi radiostacji, oraz 8 ludzi osłony bezpośredniej. PP kwaterowała przy 1 batalionie w rejonie Szczawy.
- dowódca – por. Antoni Turski ps. „Tolek”
- zastępca dowódcy – por. Ryszard Blatkiewicz ps. „Leliwa”
- dowódca ochrony radiostacji – pchor./por Jan Adamczyk ps. „Gryf”

### I batalion
Pierwszy batalion (kryptonim „202”) został sformowany głównie na bazie istniejącego oddziału partyzanckiego „Wilk” oraz OP „Sobel” ppor. Jana Tokarczyka.
- dowódca batalionu – por. Jan Wojciech Lipczewski ps. „Andrzej”
- zastępca dowódcy i adiutant baonu – por. Józef Gołembiowski (konspiracyjne nazwisko Wiśniewski) ps. „Sochacki”
- oficer broni – ppor. Lucjan Ziarnik ps. „Knieja”
- kwatermistrz – ppor. Antoni Łaś ps. „Dudek”
- lekarz batalionu – dr Bogusław Fagiański ps. „Lubicz”
- dowódca 1 kompanii – ppor. Feliks Perekładowski ps. „Przyjaciel”, następnie por. Marian Skowron ps. „Olcha”
- dowódca 2 kompanii – ppor. Gustaw Górecki ps. „Gustaw”
  - zastępca dowódcy – ppor. Jan Tokarczyk ps. „Baca”
  - dowódcy plutonów: ppor. Andrzej Pluciński ps. „Morski-Głowacki”, ppor. Julian Skurski ps. „Joule”, ppor. Szymon Janik ps. „Czarny”, ppor. Zygmunt Mańkowski ps. „Iglica”, ppor. Jan Tokarczyk ps. „Baca”.
- 3 kompania nie została utworzona.

### II batalion
W skład II batalionu weszła część istniejącego oddziału „Mszyca”, dowodzonego przez ppor. Jana Stachurę ps. „Adam” i oddziału ppor. Władysława Rosieka ps. „Dołner” oraz oddziały ppor. Wiktora Lacha ps. „Wilk” i ppor. Władysława Wietrznego ps. „Dęboróg”.
- dowódca batalionu – kpt. Julian Krzewicki ps. „Filip” (jednocześnie komendant Obwodu Limanowa AK)
- adiutant – por. Ludwik Schweigert ps. „Siwy”
- kapelan – ks. Franciszek Kostrzański ps. „Hubert”, „Mirt”
- lekarz batalionu – Stefan Halcarz ps. „Sęk”
- dowódca 4 kompanii – por. Bronisław Humemmy ps. „Jerzy”, „Antek” (równocześnie zastępca dowódcy batalionu)
- dowódca 5 kompanii – ppor. Jan Połomski ps. „Dąb”
  - pododdział dowodzenia
    - kwatermistrz i oficer wywiadu – por. Tadeusz Rutkowski ps. „Tadek”
    - szef kompanii – sierż. Franciszek Banach „Waligóra”
    - dowódca drużyny łączności – kpr. Franciszek Wojcieszak ps. „Franek”

  - dowódca 1 plutonu – ppor. Jan Adamczyk ps. „Gryf” (równocześnie zastępca dowódcy kompanii)
  - dowódca 2 plutonu – plut. Władysław Madej ps. „Turek”
  - dowódca 3 plutonu – sierż. Michał Smaga ps. „Trawka”
  - dowódca 4 plutonu – kpr. Ludwik Kęska ps. „Brzoza”
  - dowódca plutonu WSOP – kpr. Wojciech Wojcieszak „Brona”
- dowódca 6 kompanii – ppor. Jan Stachura ps. „Adam”

### III batalion
W skład III batalionu weszły istniejące oddziały partyzanckie: OP „Świerk” i OP „Topór” por. Juliana Zubka, OP „Żbik” Franciszka Paszki ps. „Kmicic”, OP „Cios” Bolesława Korygi oraz OP „Miecz” Feliksa Nowaka ps. „Śmiały”.
- dowódca batalionu – kpt. Mieczysław Przybylski ps. „Michał”
- dowódca 7 kompanii – ppor. Bolesław Koryga ps. „Orlik”
- dowódca 8 kompanii – por. Stanisław Siemek ps. „Świerk”
- dowódca 9 kompanii – por. Julian Zubek ps. „Tatar”

### IV batalion
IV batalion był formowany na terenie Obwodu Nowy Targ AK.
- dowódca batalionu – mjr Julian Zapała ps. „Lampart”
- zastępca dowódcy – por. Józef Przedrzymirski ps. „Sokół” (jednocześnie zastępca dowódcy batalionu)
- dowódca 10 kompanii – por. Tadeusz Kosmowski ps. „Las”
- dowódca 11 kompanii – por. Adam Czartoryski „Szpak” następnie ppor. Adam Winnicki ps. „Pazur”
  - dowódcy plutonów: pchor. Kazimierz Karge ps. „Biały”, pchor. Teodor Budziński ps. „Lotny”, kpr. Władysław Stasiak ps. „Żmija” i pchor. Mikołaj Nowicki „Rosomak”.

## Ważniejsze walki

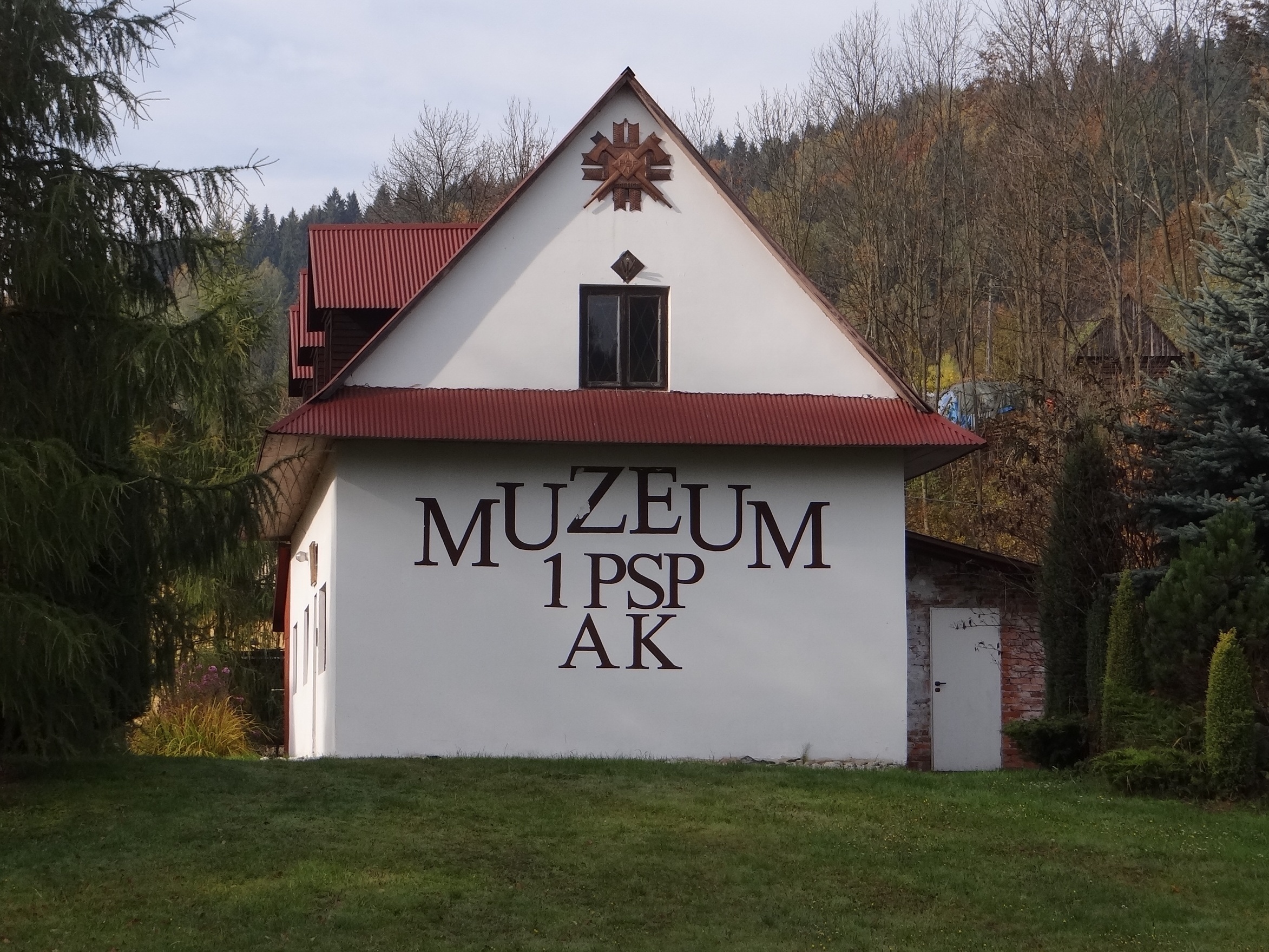
Muzeum 1 psp AK w Szczawie

| Data potyczki | Miejsce            | Oddział AK               | Opis                                 |
| ------------- | ------------------ | ------------------------ | ------------------------------------ |
| 15 X 1944     | Czarna Woda        | I batalion               | Atak na posterunek straży granicznej |
| 17 X 1944     | Szczawnica         | I batalion               | Atak na posterunek straży granicznej |
| 17 X 1944     | Ochotnica          | IV batalion              |                                      |
| 13-14 I 1945  | okolice Szczawy    | I batalion               |                                      |
| 18 I 1945     | okolice Piwnicznej | III batalion, 9 kompania |                                      |

## Polegli żołnierze 1 PSP AK
Lista poległych żołnierzy 1 PSP AK:
- Władysław Oczkoś „Władek”, poległ 22 IX 1944 na Przełęczy Knurowskiej,
- plut. Władysław Pisarski ps. „Piwonia”, poległ 20 X 1944 na Polanie Bieniowe w Gorcach,
- Ludwik Warmuz ps. „Ptaszek” poległ 29 XI 1944 r. w okolicach Ochotnicy Dolnej,
- pchor. Jan Kaszycki ps. „Wiesław”, poległ 12 I 1945 w okolicach Szczawy,

## Pamięć

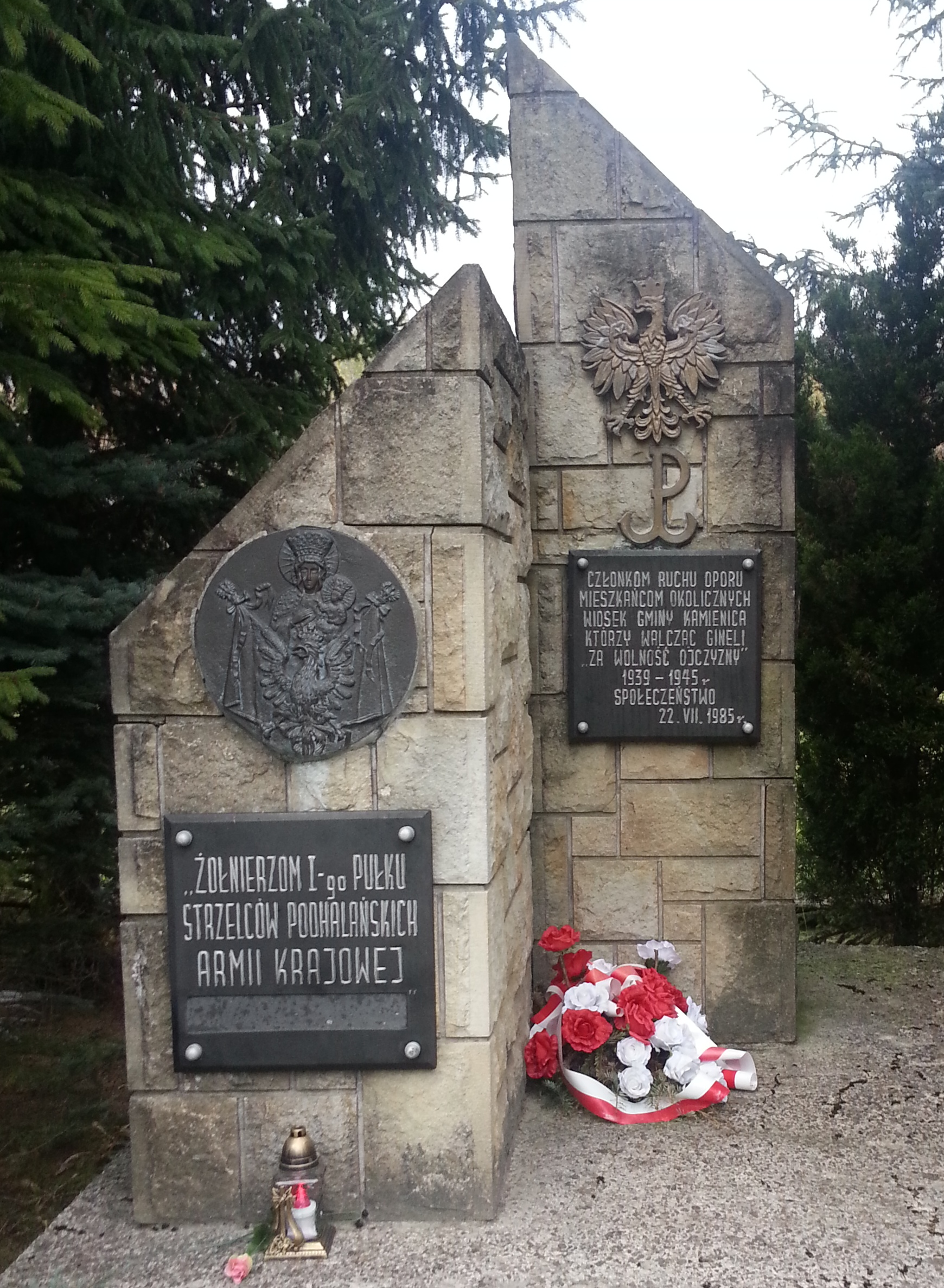
Pomnik Pamięci Żołnierzy 1 psp AK w Szczawie

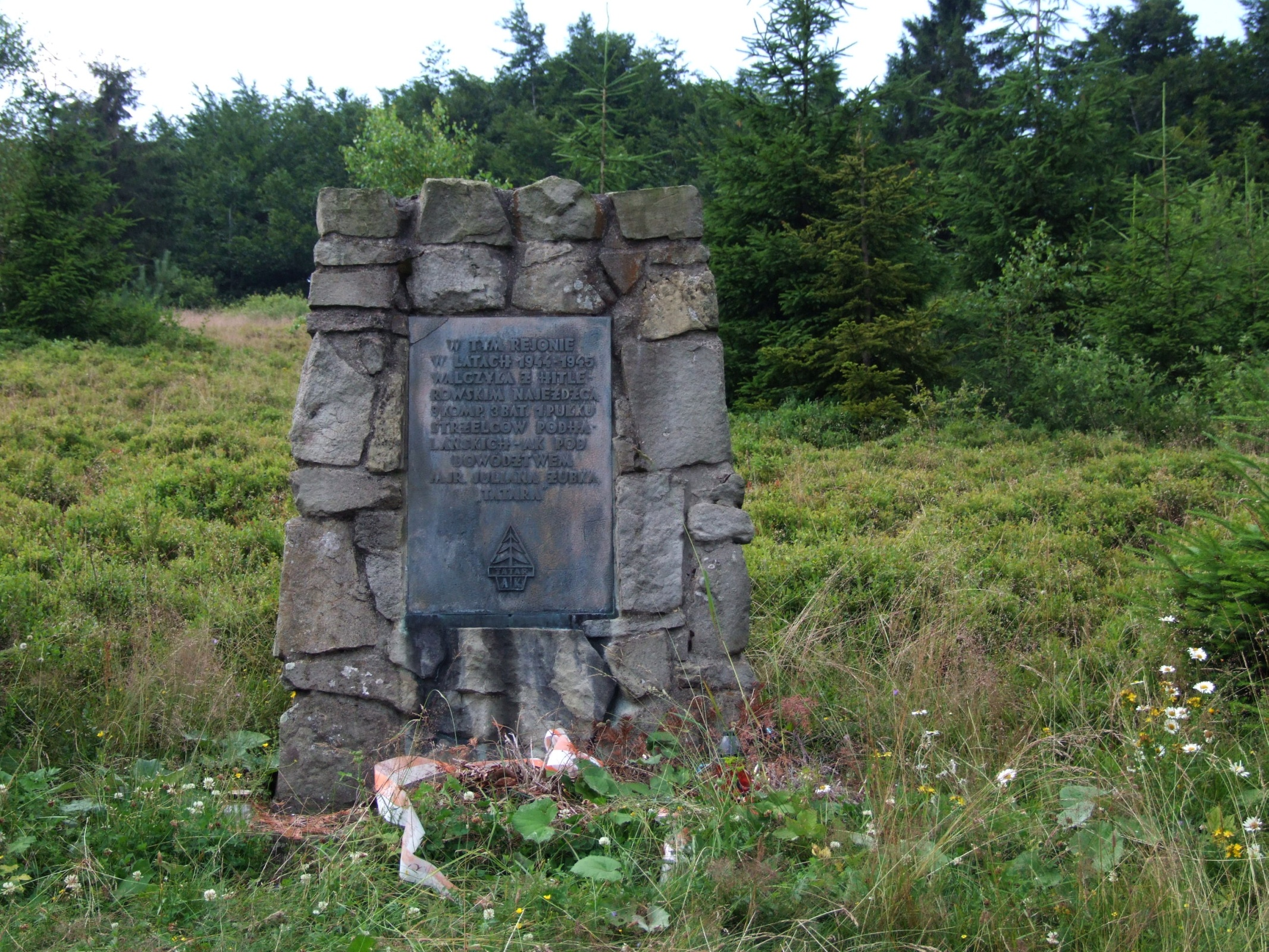
Pomnik upamiętniający żołnierzy 9 Kompanii 3 Batalionu 1 psp AK na Hali Łabowskiej

Muzeum 1 PSP AK w Szczawie zawiera liczne pamiątki z okresu II wojny światowej w tym sztandar, mundury, listy, fotografie upamiętniające działania 1 PSP AK.
W Szczawie znajduje się pomnik poświęcony Żołnierzom 1-go Pułku Strzelców Podhalańskich Armii Krajowej i Członkom Ruchu Oporu Mieszkańcom Okolicznych Wiosek Gminy Kamienica którzy Walcząc Ginęli za Wolność Ojczyzny.
Co roku, w pierwszą niedzielę po 15 sierpnia, obok starego drewnianego kościółka w Szczawie odbywają się uroczystości Odpustu Partyzanckiego,, a przy pomniku 1 PSP AK apel poległych.
Imię 1 Pułku Strzelców Podhalańskich Armii Krajowej noszą Szkoła Podstawowa nr 1 w Szczawie oraz Szkoła Podstawowa w Gaboniu, a imię 9 Kompanii 3 Batalionu 1 Pułku Strzelców Podhalańskich Armii Krajowej nosi Szkoła Podstawowa w Łomnicy Zdroju. W miejscowości tej znajduje się również pomnik pamięci żołnierzy 9 kompanii III Batalionu 1 PSP AK i mieszkańców cywilnych Łomnicy.
Na Hali Łabowskiej znajduje się pomnik upamiętniający 9 kompanii 3 batalionu 1 PSP AK.
W marcu 2025 roku, na podstawie Decyzji Ministra Obrony Narodowej, 114. Limanowski Batalion Lekkiej Piechoty im. ppłk. Adama Stabrawy ps. „Borowy” 11 Małopolskiej Brygady Obrony Terytorialnej im. gen. bryg. Leopolda Okulickiego ps. „Niedźwiadek” przejął i kultywuje dziedzictwo tradycji 1. Pułku Strzelców Podhalańskich Armii Krajowej.